# Michael Fowke
Michael Fowke (* 6. Dezember 1990) ist ein neuseeländischer Badmintonspieler. 

## Karriere
Bei den neuseeländischen Badmintonmeisterschaften gewann Fowke 2010 Silber im Herreneinzel. Bei den Ozeanienmeisterschaften 2010 wurde er Dritter im Einzel, zwei Jahre später Zweiter in der gleichen Disziplin. 2012 qualifizierte er sich mit seiner Nationalmannschaft auch für die Endrunde des Thomas Cups, schied dort jedoch in der Gruppenphase aus.